# Dennstaedtia stenochlaena
Dennstaedtia stenochlaena là một loài dương xỉ trong họ Dennstaedtiaceae. Loài này được T.Moore mô tả khoa học đầu tiên năm 1861.
Danh pháp khoa học của loài này chưa được làm sáng tỏ. 